# Municipio de Sunbury
El municipio de Sunbury (en inglés: Sunbury Township) es un municipio ubicado en el condado de Livingston en el estado estadounidense de Illinois. En el año 2010 tenía una población de 229 habitantes y una densidad poblacional de 2,42 personas por km².

## Geografía
El municipio de Sunbury se encuentra ubicado en las coordenadas 41°3′49″N 88°38′33″O / 41.06361, -88.64250. Según la Oficina del Censo de los Estados Unidos, el municipio tiene una superficie total de 94.54 km², de la cual 94,54 km² corresponden a tierra firme y (0 %) 0 km² es agua.

## Demografía
Según el censo de 2010, había 229 personas residiendo en el municipio de Sunbury. La densidad de población era de 2,42 hab./km². De los 229 habitantes, el municipio de Sunbury estaba compuesto por el 96,51 % blancos, el 1,31 % eran de otras razas y el 2,18 % eran de una mezcla de razas. Del total de la población el 3,06 % eran hispanos o latinos de cualquier raza.